# ناحیه شاروار
ناحیهٔ شاروار (به مجاری:  Sárvári járás) یک ناحیه در مجارستان است که در واش واقع شده‌است. ناحیهٔ شاروار ۶۸۵٫۴۶ کیلومتر مربع مساحت و ۳۸٬۶۸۴ نفر جمعیت دارد.